# Azerables
Azerables là một xã thuộc tỉnh Creuse trong vùng Nouvelle-Aquitaine miền trung nước Pháp. Xã này nằm ở khu vực có độ cao trung bình 350 mét trên mực nước biển.

## Địa lý
Thị trấn nằm bên hai bờ sông Anglin, cự ly khoảng 23 dặm (37 km) về phía tây bắc của Guéret, tại giao lộ các tuyến đường D1, D15 và tuyến đường D70. Sông Anglin bắt nguồn ở thị trấn.
Sông Abloux tạo thành phần lớn ranh giới phía đông thị trấn.

## Dân số
| 1962                                                        | 1968 | 1975 | 1982 | 1990 | 1999 | 2005 |
| ----------------------------------------------------------- | ---- | ---- | ---- | ---- | ---- | ---- |
| 1219                                                        | 1258 | 1136 | 1033 | 1019 | 958  | 970  |
| Số liệu điều tra dân số từ năm 1962 Dân số chỉ tính một lần |      |      |      |      |      |      |

## Địa điểm nổi bật
- Nhà thờ, từ thế kỷ 12.
- Nhà thờ thế kỷ 15.